# 德国铁路运输
截至2005年，德国的铁路运输营业里程为41,315公里，其中电气化铁路里程为19,857公里。轨道总长度达76,473公里。德国也是国际铁路联盟（UIC）的成员，其UIC成员代码为80。

## 鐵路系統

### 德國鐵路

#### 概览
德国铁路股份公司以及约150家私营铁路公司合共运营有23,496辆含动力的铁路车辆：
|        | 客运  | 客运   | 货运  | 合计   |
|        | 长途  | 短途   |       |        |
| ------ | ----- | ------ | ----- | ------ |
| 动车组 | 538   | 15,224 | 0     | 15,762 |
| 机车   | 2,650 | 1,950  | 3,134 | 7,734  |
| 合计   | 3,188 | 17,174 | 3,134 | 23,496 |

2006年，德国的长途列车共发送旅客约119,968,000人次（平均距离为288公里），短途列车共发送旅客约2,091,828,000人次（平均距离为21公里）。同时，货物的发送量为346,118,000吨，平均距离为309公里。

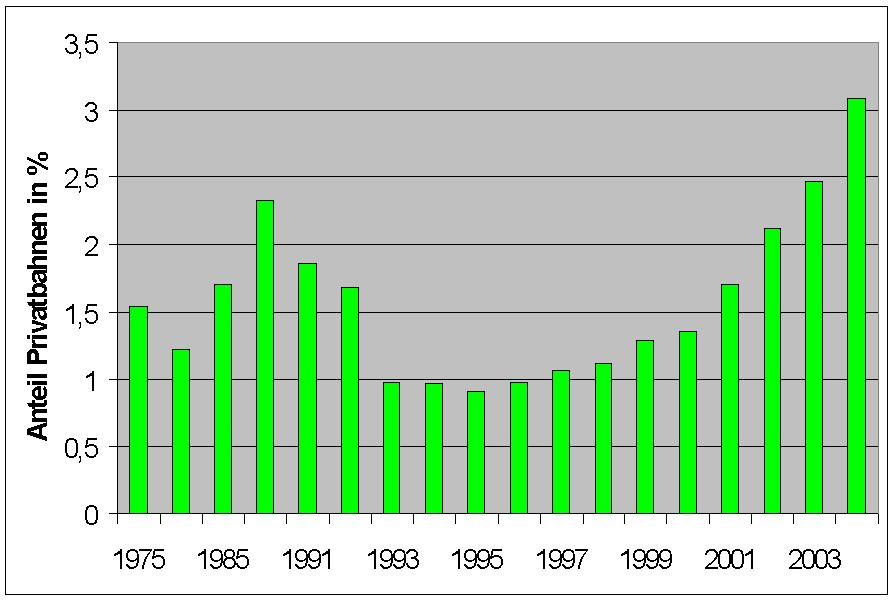
私营铁路公司在德国所占的份额

德国铁路股份公司（国家控股的私人公司）是德国铁路运输服务的主要提供商。近年来，众多竞争者脱颖而出并开始创业，它们大多提供由国家补助的地区性铁路服务。但也有一些像威立雅运输的私营企业提供长途服务。德国全境提供的列车类别如下：
- 德国铁路长途列车
  - 城际特快列车（国家性的高速列车，并有部分线路通往荷兰、比利时、瑞士、奥地利、法国和丹麦）
  - 欧城列车（国际性长途列车）
  - 城际列车（国家性长途列车）
  - 欧洲夜车（国际性夜间列车）
  - 城市夜线（国家及国际性夜间列车）
  - 假日快线（于公众假期运营的国家性夜间列车，主要通往阿尔卑斯山和波罗的海地区）

原于1988年推出，用于替代前快速列车和城际列车的区际列车类别已在2003年被撤销。德国铁路主要通过加密城际特快列车服务，并将城际列车降级运营来融入原区际列车所发挥的作用。
- 威立雅运输（提供原区际列车路线服务）
  - InterConnex
  - 哈茨-柏林快线
  - 波罗的海快线

- 大力士高速列车（运营由TGV改装的高速列车，通往比利时及法国）

- 齐萨尔皮诺（通往意大利，服务于2006年12月中旬中止）

- 区域铁路和地方铁路交通由各联邦州组织运营并提供财政补贴。根据欧盟的法律程序它通常是通过招标批出运营合同，各联邦州在宣布短期或长期的合同后会进一步订立合作条件，例如运营车辆的购置等。在过去的几年中，尽管一些州份已向当地的德铁区域运输颁发了长期合同，但也有不少私营铁路公司赢得了招标，例如西北铁路和内蒂内拉。区域和地方铁路的列车类别包括：
  - 区域快车和区际快车（区域间的中等距离准高速列车服务）
  - 区域列车（地方铁路的基本形式，一般会停靠所有的途经车站）
  - S-Bahn（主要由德国铁路提供的城郊铁路运输，部分由其它公司运营）
  - U-Bahn（地铁）
  - 有轨电车（轻轨服务，有时还包括在城市中心的地铁）

#### 轨距

##### 爱尔兰轨距-1,600毫米／5英尺3英寸
| 国家/地区 | 备注                         |
| --------- | ---------------------------- |
| 德国      | 巴登大公国国家铁路 1840–1855 |

##### 俄罗斯轨距-1,520毫米／4英尺11+27⁄32英寸
| 国家/地区 | 备注                                                                                             |
| --------- | ------------------------------------------------------------------------------------------------ |
| 德国      | 仅在萨斯尼茨渡轮码头，用于连接来往于立陶宛克莱佩达、俄罗斯波罗的斯克之间的波罗的海货运火车渡轮。 |

##### 标准轨距-1,435毫米／4英尺8+1⁄2英寸
| 国家/地区 | 公司     | 备注 |
| --------- | -------- | ---- |
| 德国      | 德国铁路 |      |

##### 米轨-1,000毫米／3英尺3+3⁄8英寸
| 国家/地区 | 备注                   |
| --------- | ---------------------- |
| 德国      | 哈茨窄轨铁路、有轨电车 |

##### 其它
| Gauge     | Gauge           | Notes                                                          |
| 公制      | 英制            | Notes                                                          |
| --------- | --------------- | -------------------------------------------------------------- |
| 1,800毫米 | 5英尺107⁄8英寸  | 奥伯韦斯巴赫山区铁路 (仅纜索鐵路段)                            |
| 1,458毫米 | 4英尺92⁄5英寸   | 莱比锡交通公司                                                 |
| 1,450毫米 | 4英尺91⁄5英寸   | 德累斯顿交通公司                                               |
| 900毫米   | 2英尺117⁄16英寸 | 莫利巴德铁路                                                   |
| 750毫米   | 2英尺51⁄2英寸   | 洛施尼茨环形铁路、魏瑟里茨山谷铁路、多尔尼茨铁路、齐陶窄轨铁路 |

#### 站台高度

欧盟标准高度在新建站台中的应用；其中绿色为550毫米，蓝色为760毫米，绿松石色为二者皆有, 深灰色为其它高度

欧盟委员会于2002年5月30日发布了适用于高速铁路旅客乘车的站台高度互用性技术规范。其标准高度是550毫米和760毫米。因此德国所有新建的铁路站台均采用此标准，其中梅克伦堡-前波美拉尼亚州采用550毫米标准，黑森州、北莱茵-威斯特法伦州和柏林则采用760毫米标准。

#### 与邻国铁路的连接
与德国相连的邻国铁路运输均采用标准轨距，尽管其供电类型或其它系统（例如信号）制式可能有所区别。
- 丹麦 - 电压转为25千伏50赫兹工频交流电
- 波蘭 - 电压转为3千伏直流电
- 捷克 - 电压转为3千伏直流电
- 奥地利 - 电压相同
- 瑞士 - 电压相同
- 法國 - 电压转为25千伏50赫兹工频交流电或1.5千伏直流电
- 盧森堡 - 电压转为25千伏50赫兹工频交流电或3千伏直流电
- 荷蘭 - 电压转为1.5千伏直流电
- 比利时 - 电压转为3千伏直流电

### 城市快鐵
城市快鐵（德語：S-Bahn）是一種連接城市中心及近郊地區的快捷鐵路系統，主要應用於德國、奧地利、瑞士、丹麥等歐洲國家。
S-Bahn這個詞是德語「城市快捷鐵路」（Stadtschnellbahn）的縮寫，是一種服務於城市中心以及近郊和附近鄉鎮交通的鐵路系統。它的標準因城市而異，但是一個共通的特徵是高效和同調的發車時間（通常每條線路的發車間隔不少於20分鐘，但是匯合到主線的部分只有2、3分鐘）。在大城市中，這意味著對各條軌道的充分利用。在城市中心部分，一般都採用地下或者高架軌道。

### 路面電車
路面電車，是一種通常由架空高架電纜供電、電動機驅動，依賴固定軌道行駛的公共運輸工具，基本上是輕軌運輸系統分類下面的一種。列車車廂分別有單節和多節編組的設計，但是總長度一般不大於100米，以避免造成路口交通不暢。

### 地鐵
德語區國家對地鐵的稱呼是「U-Bahn」，來源於德語對地鐵的全稱「地下鐵路」（Untergrundbahn），為德語「地下」（Untergrund）、以及「鐵路」（bahn）兩字的合稱。現在以「U-Bahn」名稱經營的鐵路系統，包含下列城市：
- 柏林地鐵 （U-Bahn Berlin）
- 漢堡地鐵 （U-Bahn Hamburg）
- 慕尼黑地鐵 （U-Bahn München）
- 紐倫堡地鐵 （U-Bahn Nürnberg）
- 法蘭克福地鐵 （U-Bahn Frankfurt）

同屬德語區的維也納地鐵亦稱為 U-Bahn Wien。